# 106
Римська імперія •  Парфянське царство •  Кушанське царство •  Східна Хань •  Сармати

## Геополітична ситуація
Римську імперію очолює імператор Траян (до 117). Імперія займає Апеннінський, Піренейський та Балканський півострови, Галлію, частину Британії, Близький Схід, Північну Африку включно з Єгиптом. Римляни ведуть війну з Дакією.
Наймогутніша держава центральної Азії — Парфянське царство. Наймогутніша держава Індостану — Кушанське царство. Династія Хань править у Китаї.
Триває докласичний період цивілізації мая.
На території майбутньої України, в степах Причорномор'я, мешкають сармати, північніше племена Черняхівської культури.

## Події
- Римські консули — Луцій Цейоній Коммод та Секст Веттулен Цівіка Церіал.
- Римляни підкорили Дакію.
- Через річку Тахо в іспанському місті Алькантара побудовано Алькантарський міст.
- Імператор Траян, після смерті Раббеля II, приєднав Набатею до Риму, утворивши на її території провінцію Кам'яниста Аравія (Arabia Petraea).
- Ігнатій Богоносець у листі до смирнян уперше вжив термін Вселенська (Католицька) Церква.
- У імперії Східна Хань помер імператор Лю Чжао, а через сім місяців його син-немовля й спадкоємець Лю Лун. Імператором став Лю Ху.
- Еліан Тактик написав трактат з тактики грецького війська.

## Померли
- Лю Чжао — 4-й імператор династії Пізня Хань
- 15 червня — Кедрон Александрійський — єпископ Александрійський (96-106), священномученик, убитий
- Децебал — дакійський цар